# Neath Athletic AFC
Neath Athletic AFC este o echipă de fotbal din Neath Port Talbot, Țara Galilor.